# Berlin repülőterei

Berlin repülőtereinek elhelyezkedése

Berlinben egy, jelenleg működő, illetve több, már megszűnt repülőtér található.
használatban:
- Berlin-Brandenburg repülőtér (BER / EDDB), Berlin és a körülötte elhelyezkedő Brandenburg állam egyedüli működő nemzetközi repülőtere;

bezárt:
- Berlin Schönefeld repülőtér (SXF / EDDB), 1934-ben épült, és a város kettéosztottsága alatt Kelet-Berlin repülőtere volt; 2020 októbere óta az új BER 5-ös termináljaként üzemel tovább;
- Berlin-Tegel repülőtér (TXL / EDDT), a város egykori fő repülőtere, melyet 1948-ban, a berlini légihíd idején építettek és a hidegháború idején Nyugat-Berlin francia szektorának repülőtereként szolgált; 2020 novemberétől nem üzemel;
- Berlin-Tempelhof repülőtér (THF / EDDI), 1923-ban épült és a hidegháború alatt a nyugat-berlini amerikai szektor repülőtere volt; 2008-ban bezárták; manapság versenypálya található itt, amelyet Formula E-autók használnak.
- Gatow repülőtér (GWW / EDBG), a brit légierő bázisa Berlin délnyugati részén, Gatow városrészben, a nyugat-berlini brit szektorban; 1994-ben bezárt;
- Johannisthal repülőtér, Németország egyik legkorábbi repülőtere (1909), Berlintől 15 km-re délkeletre fekszik, Johannisthal és Adlershof között, 1952-ben bezárt;
- Staaken repülőtér, Berlin-Spandau nyugati szélén található; léghajók használták, majd a Deutsche Lufthansa korai bázisaként szolgált; a szovjet légierő kivonulásával bezárták, területén ma klinika áll.